# 大天使之劍
《大天使之劍》一款由韓國网禅（Webzen）正版授權、37遊戲極光工作室研發并运营的西方魔幻題材动作角色扮演網頁遊戲，于2014年6月9日在中国大陆公测。在台湾名为“MU：大天使之劍”，由G妹遊戲代理，於2014年9月20日正式進行公測。

## 遊戲背景
《大天使之劍》以希臘神話為背景，架構出一個完整而真實的劍與魔法的世界，以魔族入侵和各王國的抗爭為線索，譜寫了一段英雄頌歌。

## 玩法

### 職業介紹
在《大天使之劍》中，共有四個職業：魔劍士、劍士、魔法師和弓箭手。
魔劍士
魔法+力量的化身，可以同時學會劍士、魔法師的技能。屬於專家職業。
劍士
近距離作戰，生命值高。
魔法師
遠距離攻擊，法術華麗又多樣。
弓箭手
遠距離攻擊，可召喚召喚獸協助戰鬥，也可釋放輔助性法術。

### 特色系統
遊戲初期，玩家可以通過主線任務獲得一個本職業一代的體驗翅膀。裝備了翅膀的玩家，不僅擁有了更加漂亮的外觀，而且可以離地飛行，翅膀的具體屬性可以在角色介面中將滑鼠放置到翅膀上查看。
玩家達到一定的等級之後，系統會開放不同的副本來滿足玩家的要求。副本可以通過單人或者組隊的方式來完成，完成副本之後可以獲得大量的獎勵。
玩家達到一定的等級之後，可以自動接到自己職業的轉職任務，通過相應的流程即可完成轉職。轉職之後，玩家的能力會得到巨大的提升。
角色達到 Lv160 時即可啟動「天使系統」，得到大天使「哈尼雅」。哈尼雅是玩家可以解鎖的第一個天使。解鎖天使可以為玩家帶來非常可觀的屬性加成，玩家只能選擇一位天使在遊戲中跟隨，她除了帶來屬性加持外，是無法幫助玩家攻擊敵人的，但她也不會被敵人攻擊。如果想要天使帶來的幫助最大化，就要和她互動，提升天使忠誠度了。「忠誠度」的存在類似「好感度」和「經驗值」的結合。玩家可透過送禮來提升天使的忠誠度，天使忠誠度滿時便會進階，對玩家的屬性加持效果也會大幅提升。

## 外部連結
- 中国大陆官方网站 （页面存档备份，存于）
- 台湾官方网站 （页面存档备份，存于）